# 永璦
貝勒永璦（1742年5月31日—1789年1月3日），理恪郡王弘㬙第一子，理親王系第四代。母為側室陳佳氏，陳貴之女。
他在乾隆七年四月（1742年）出生，乾隆三十五年十二月（合1771年）受封三等輔國將軍，乾隆四十五年十二月（合1781年）接替父親成為理親王第四代，但因為理親王並非世襲罔替的爵位，因此他的封爵只是貝勒。
乾隆五十三年十二月（合1789年）他去世，虛齡四十七岁，由次子綿溥襲封理親王系第五代，遞降為貝子。